# Paysage avec Jupiter et Io
Paysage avec Jupiter et Io est un tableau mythologique de l'artiste vénitien d'origine néerlandaise Lambert Sustris réalisé vers 1557-1563. Il est conservé au musée de l'Ermitage à Saint-Pétersbourg.

## Description
Sur le côté gauche au premier plan se trouve une scène mythologique décrite dans Les Métamorphoses d'Ovide (I, 588-638) : Jupiter, captivé par la beauté d'Io, caché dans un nuage sombre, descendit de l'Olympe et en fit sa maîtresse. L'épouse de Jupiter, Junon, ne trouvant pas son mari sur l'Olympe, partit à sa recherche - elle est représentée flottant sur un nuage dans le coin supérieur droit du tableau. Au centre, sur un fond de paysage idyllique, est représentée une scène illustrant la suite du développement de cette intrigue : afin de protéger Io de la colère de la jalouse Junon, Jupiter la transforma en vache blanche ; à proximité se trouve le géant Argus aux cent yeux, placé par Junon pour surveiller Io.

## Histoire et attribution
Les débuts de la peinture sont inconnus. Au XVIIIe siècle, elle faisait partie de la collection Crozat et était initialement considérée comme une œuvre du Titien. En 1763, lors de la publication d'un inventaire de la collection Crozat, l'auteur passait pour être Andrea Schiavone et, sous ce nom, le tableau (ainsi que l'ensemble de la collection Crozat), fut acquis par l'impératrice russe Catherine II en 1772. Cependant, dès son entrée à l'Ermitage, le tableau a été enregistré avec une double paternité : Schiavone et Campagnola - on considérait que Domenico Campagnola, qui collaborait souvent avec Schiavone, avait peint le paysage de fond. C'est sous cette double paternité que le tableau apparaît dans les inventaires et catalogues de l'Ermitage jusqu'au début du XXe siècle.
Lionello Venturi rejette en 1912 la participation de Campagnola aux travaux sur le tableau, et cite Lambert Sustris comme auteur. Il part de la similitude compositionnelle et stylistique de la peinture de l'Ermitage avec l'œuvre de Sustris « Le Baptême du Christ » (Musée des Beaux-Arts de Caen) - dans cette œuvre la haute ligne d'horizon, les montagnes et la forêt dans la distance, les arbres en forme de scènes à gauche, les personnages dans les nuages sont similaires. L'image d'Io est extrêmement proche de l'image de Vénus dans le tableau de Sustris « Vénus et Cupidon » (Musée du Louvre). Néanmoins, dans les catalogues de l'Ermitage de 1916 et 1958, le tableau était toujours répertorié comme l'œuvre de Schiavone, et ce n'est que depuis 1976 qu'il a été publié comme œuvre de Sustris .

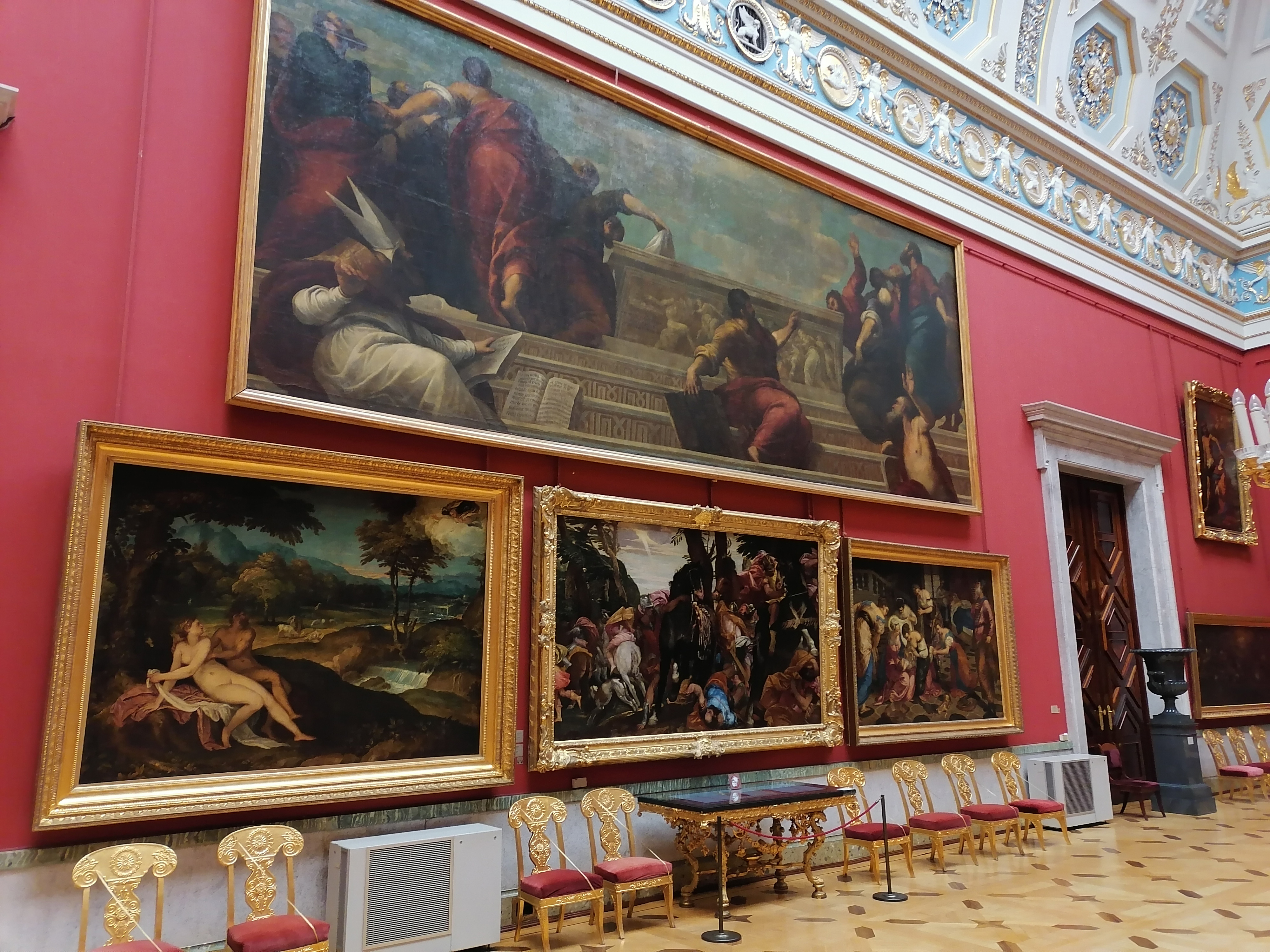
L'œuvre en bas à gauche, dans le Nouvel Ermitage.

Le tableau est exposé dans le bâtiment du Nouvel Ermitage dans la Petite Lucarne Italienne (salle 237).
Le directeur de la Galerie royale d'art de Berlin, Gustav F. Waagen, qui visita Saint-Pétersbourg au début des années 1860 et examina la collection de l'Ermitage, nota particulièrement l'œuvre, selon lui, de Schiavone : « en termes de contenu artistique, elle compte parmi les meilleures peintures de son époque. Les personnages, notamment Io, sont très élégants. La chaleur et la clarté du tableau se rapprochent du Titien. Le paysage est l'un des plus beaux et des plus détaillés ».

## Littérature
- Buslovich D. S., Persianova O. M., Rummel E. B. : Intrigues mythologiques et historiques dans la peinture, la sculpture et les tapisseries de l’Ermitage. Leningrad, Aurora Publ., 1978. - 160 pages
- Kustodieva T. K. : Art italien de la Renaissance des XIIIe – XVIe siècles. Guide de dissertation. Leningrad, Iskusstvo Publ., 1985. - 184 p. (en anglais seulement)
- Fomicheva T. D. : Peinture vénitienne des XIVe – XVIIIe siècles. Catalogue (Musée de l’Ermitage, Collection de peintures d’Europe occidentale). Leningrad, Iskusstvo Publ., 1992. - 407 p. (en anglais seulement)
- Waagen G. F. La collection de peintures de l’Ermitage impérial de Saint-Pétersbourg ainsi que des remarques sur d’autres collections d’art du musée. Deuxième édition. — СПб.: Maison d’édition de la librairie de la Cour impériale H. Schmitzdorff (C. Röttder), 1870. — S. 448.

## Source de traduction
- (ru) Cet article est partiellement ou en totalité issu de l’article de Wikipédia en russe intitulé « Юпитер и Ио (картина Сустриса) » (voir la liste des auteurs).